# Friederike Caroline Luise von Hessen-Darmstadt

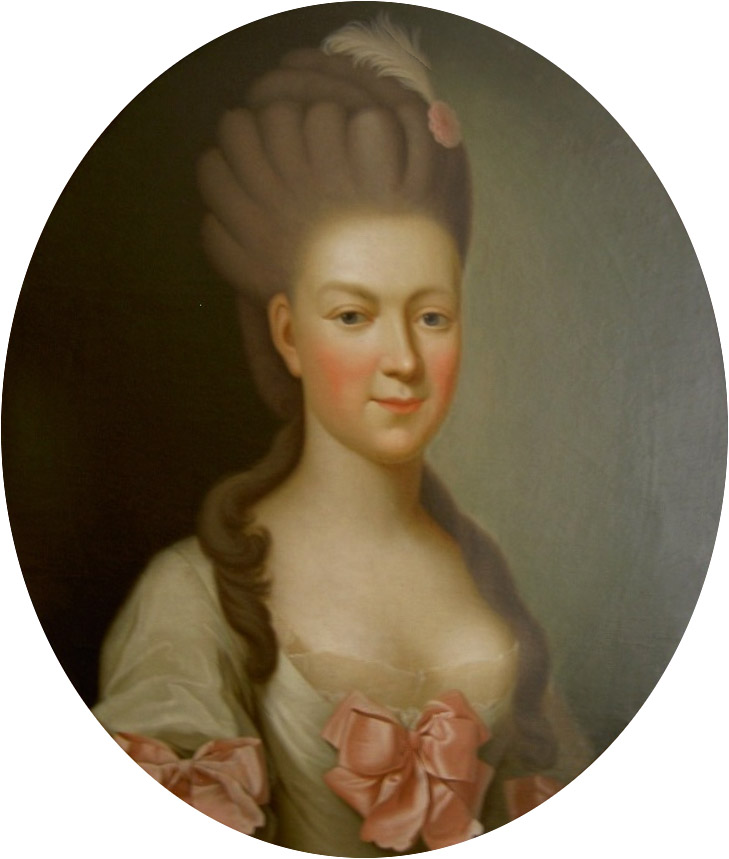
Friederike Caroline Luise von Hessen-Darmstadt

Friederike Caroline Luise von Hessen-Darmstadt (* 20. August 1752 in Darmstadt; † 22. Mai 1782 in Hannover) war durch Heirat Herzogin zu Mecklenburg [-Strelitz] und die Mutter der preußischen Königin Luise.

## Leben
Friederike war eine Tochter des Prinzen Georg Wilhelm von Hessen-Darmstadt (1722–1782) aus dessen Ehe mit Luise (1729–1818), Tochter des Grafen Christian Karl Reinhard von Leiningen-Dagsburg.
Sie heiratete am 18. September 1768 in Darmstadt Herzog Karl II. (1741–1816) von Mecklenburg-Strelitz, der zu diesem Zeitpunkt als Gouverneur König Georgs III. in Hannover fungierte.
Friederike starb 29-jährig an den Folgen der Geburt ihres zehnten Kindes. Sie wurde zusammen mit ihrer nach der Geburt verstorbenen Tochter Auguste Albertine in der Fürstengruft zu Mirow beigesetzt.

## Nachkommen
]

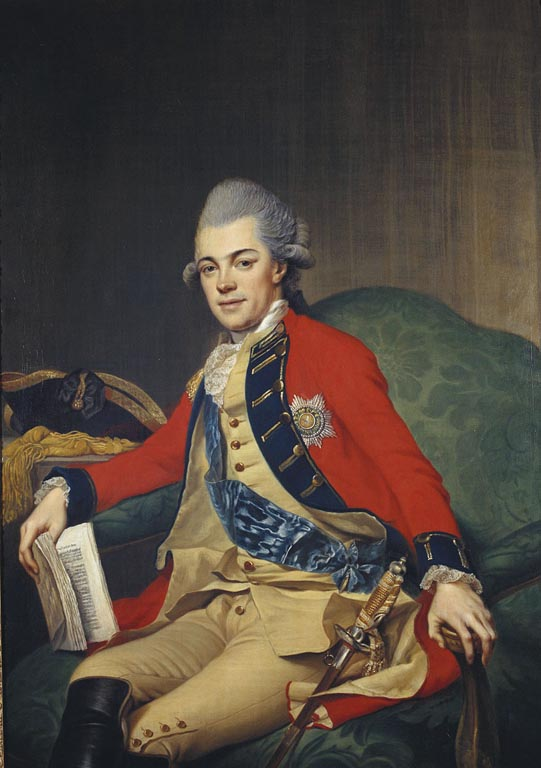
Herzog Karl II. zu Mecklenburg [-Strelitz

Aus ihrer Ehe gingen insgesamt zehn Kinder hervor, von denen fünf bereits früh verstarben:
- Charlotte (* 17. November 1769; † 14. Mai 1818)

⚭ 3. September 1785 Herzog Friedrich von Sachsen-Hildburghausen (* 29. April 1763; † 29. September 1834)
- Karoline Auguste (* 17. Februar 1771; † 11. Januar 1773)
- Georg Karl Friedrich (* 4. März 1772; † 21. Mai 1773)
- Therese (* 5. April 1773; † 12. Februar 1839)

⚭ 25. Mai 1789 Fürst Karl Alexander von Thurn und Taxis (* 22. Februar 1770; † 15. Juli 1827)
- Friedrich Georg Karl (* 1. September 1774; † 5. November 1774)
- Luise (* 10. März 1776; † 19. Juli 1810)

⚭ 24. Dezember 1793 den späteren König Friedrich Wilhelm III. von Preußen (1770–1840)
- Friederike (* 2. März 1778; † 29. Juni 1841)

⚭ 1. 1793 Prinz Friedrich Ludwig Karl von Preußen (1773–1796)
⚭ 2. 1798 Prinz Friedrich Wilhelm zu Solms-Braunfels (1770–1814)
⚭ 3. 1815 den nachmaligen König Ernst August I. von Hannover (1771–1851)
- Georg (* 12. August 1779; † 6. September 1860), Großherzog von Mecklenburg in Mecklenburg-Strelitz

⚭ 12. August 1817 Prinzessin Marie von Hessen-Kassel (* 21. Januar 1796; † 30. Dezember 1880)
- Friedrich Karl Ferdinand (* 7. Januar 1781; † 24. März 1783)
- Auguste Albertine (* 19. Mai 1782; † 20. Mai 1782)